# Jelena Owczinnikowa (wspinaczka sportowa)
Jelena Leonidowna Owczinnikowa (ros. Елена Леонидовна Овчинникова; ang. Elena Ovtchinnikova; ur. 29 czerwca 1965 w Sielenginsku) – rosyjska i amerykańska wspinaczka sportowa. Specjalizowała się w prowadzeniu, wspinaczce na czas oraz w klasycznej. Brązowa medalistka mistrzostw świata z 1999 w prowadzeniu. Złota medalistka mistrzostw Europy z 1992 we wspinaczce na czas.

## Kariera sportowa
W 1999 roku na zawodach we wspinaczce sportowej rozgrywanych podczas mistrzostw świata w angielskim Birmingham zdobyła brązowy medal w konkurencji prowadzenie. W fazie finałowej rywalizacji przegrała wspinaczkę z Francuzką Liv Sansoz oraz Belgijką Muriel Sarkany.
Na 1. mistrzostwach Europy we wspinaczce sportowej, które odbyły się  w niemieckim Frankfurcie nad Menem w roku 1992 zdobyła złoty medal we wspinaczce na czas. Została pierwszą mistrzynią Europy w tej konkurencji (niektóre źródła podają, że mistrzynią Europy została obywatelka USA).
Wielokrotna uczestniczka, medalistka prestiżowych, elitarnych zawodów wspinaczkowych Rock Master we włoskim Arco, gdzie zdobywała medale w konkurencji prowadzenia; srebrne w 1994 oraz w 1998, a brązowy medal wywalczyła w 1997.

## Osiągnięcia

### Mistrzostwa świata
| Konkurencje | 1993 | 1995 | 1997 | 1999 | 2001 |
| Prowadzenie | 6    | 7    | 11   | 3    | 11   |

### Mistrzostwa Europy
| Konkurencje  | 1992 |
| Prowadzenie  | 19   |
| Wsp. na czas | 1    |

### Rock Master
| Konkurencje | 1993 | 1994 | 1995 | 1996 | 1997 | 1998 | 2000 | 2001 |
| Prowadzenie | 4    | 2    | 7    | 11   | 3    | 2-3  | 5    | 4-5  |

## Życie prywatne
Była żona Jewgienija Owczinnikowa (ur. 1971), który uprawiał również wspinaczkę sportową (reprezentował Rosję), specjalizował się w konkurencji prowadzenie (był brązowym medalistą mistrzostw Europy w 2000), z którym ma córkę Sashę, (ur. 1991) oboje mieszkają w Stanach Zjednoczonych.